# Pierre Joseph Neyon de Villiers
 (février 2025).
Si vous disposez d'ouvrages ou d'articles de référence ou si vous connaissez des sites web de qualité traitant du thème abordé ici, merci de compléter l'article en donnant les références utiles à sa vérifiabilité et en les liant à la section « Notes et références ».
Pierre Joseph Neyon de Villiers, né en 1718 en Lorraine et mort en 1780, est un officier de l'armée royale française et gouverneur du Pays des Illinois ou Haute-Louisiane.

## Biographie
Pierre Joseph Neyon de Villiers est né au sein d'une famille noble de Lorraine. Il s'engage dans l'armée et en 1735, il est enseigne au régiment de Choiseul, lieutenant au régiment de Marinville en 1742, et devient aide-major du régiment Royal-Lorraine et participe à la bataille de Wissembourg et au siège de Fribourg en 1744 ou il est blessé d'une coup de baïonnette lors de la guerre de Trente Ans. Il participe à la conquête du comté de Nice en 1746 et en 1747, nommé capitaine il se trouve à la bataille de Lauffeld.
En 1749, il est nommé à la tête d'une compagnie des troupes détachées de la Marine à la Louisiane.
En 1753, il fait la connaissance du nouveau gouverneur de la Louisiane française, Louis Billouart de Kerlerec dont il épouse la sœur quelque temps après à La Nouvelle-Orléans. En 1756, son beau-frère et gouverneur, l'envoie, à la tête de son régiment Royal-Lorraine dans le Pays des Illinois prendre le commandement du fort de Chartres qui laisse à désirer. Il remonte le fleuve Mississippi et arrive au fort de Chartres dont il assume l'autorité défaillante. Ayant réussi dans sa mission militaire face aux menaces anglaises et diplomatique avec les tribus amérindiennes vivant autour du fort et qui permet de relancer le commerce de la fourrure, il est récompensé pour cette mission en recevant la distinction de Chevalier de l'Ordre royal et militaire de Saint-Louis.
En 1760, il est nommé gouverneur du Pays des Illinois, fonction dont il assumera la charge jusqu'en 1764. En effet, un an plus tôt, le traité de Paris  de 1763, fait perdre à la France de Louis XV, le Canada et une partie du Pays des Illinois au profit des Anglais et la Louisiane française au profit des Espagnols. Pierre Joseph Neyon de Villiers suggère à son beau-frère, Louis Billouart de Kerlerec, la création d'une nouvelle colonie sur le Missouri afin de permettre aux colons français et canadiens-français de quitter la région du Pays des Illinois et de la rivière Ohio perdue au profit des Anglais et de leur permettre de se replier et de s'installer à l'ouest du fleuve Mississippi. L'idée sera reprise par Kerlerec qui favorisera la création par Pierre Laclède et René-Auguste Chouteau de la ville de Saint-Louis sur le Missouri à la confluence de la rivière des Pères.
Pendant ce temps, éclate en mai 1763, la Rébellion de Pontiac, qui est conduite par le chef Pontiac des Outaouais. Pontiac refuse le traité de Paris de 1763 qui fait perdre à la France le Canada, la région des Grands Lacs et le Pays des Illinois. Pontiac écrit à Pierre Joseph Neyon de Villiers, gouverneur et commandant du fort de Chartres pour l'aider à combattre les Anglais qui occupent le Fort Pontchartrain du Détroit depuis 1760. Les tribus amérindiennes vont établir le siège de Fort Détroit et battre, avec le concours des colons Canadiens-français, les différents renforts britanniques envoyés pour dégager le fort. Malgré toute la sympathie que lui inspire cette révolte francophile, Pierre Joseph Neyon de Villiers répond à Pontiac pour lui conseiller de renoncer à cette révolte anti-anglaise et de retourner dans leurs territoires en paix.
En 1764, Pierre Joseph Neyon de Villiers n'ayant encore reçu aucun ordre officiel pour donner le fort de Chartres aux Anglais, il est remplacé par Louis Groston de Bellerive de Saint Ange comme commandant du fort de Chartres et comme gouverneur de la Haute-Louisiane, nouvelle dénomination de la partie occidentale du Mississippi dans l'ancien Pays des Illinois. Son beau-frère Kerlerec laisse également la place à Jean-Jacques Blaise d'Abbadie comme nouveau gouverneur de la Louisiane française.
Le 18 août 1772, il est nommé colonel du régiment de la Guadeloupe, gouverneur de Marie-Galante, puis envoyé en Louisiane française.
Il meurt lors de son retour en France avec sa famille en 1780.